# Bengolea
Bengolea é um município da província de Córdoba, na Argentina.